# Odds
Begrebet odds er i statistik og spilteori defineret som sandsynligheden for at opnå et bestemt udfald af et eksperiment. I kortspillene poker og bridge repræsenterer det sandsynligheden for at trække henholdsvis være i besiddelse af et bestemt kort. Hvis eksperimentet går ud på at trække et kort fra et normalt kortspil med 52 forskellige værdier af kortene, har hvert kort samme sandsynlighed 1/52. Hvis det trukne kort lægges tilbage i bunken, er sandsynligheden igen 1/52 for at trække hvert enkelt kort. Hvis kortet ikke lægges tilbage, er sandsynligheden ved næste eksperiment 1/51 for hvert tilbageværende kort. Dette kan også udtrykkes som ændringen af odds for det næste udfald.
Begrebet anvendes ligeledes om fastsættelse af gevinsten i spil på eksempelvis forskellige sportsbegivenheder. Odds repræsenterer her ikke den direkte sandsynlighed for udfaldet af f.eks. en given fodboldkamp, men derimod det beløb som en bookmaker vil betale, hvis man har spillet på det rigtige resultat. Et eksempel herpå kan være en fodboldkamp, hvor resultatet uafgjort har odds 2,12. Det betyder, at hvis man har spillet rigtigt får man sine penge 2,12 gange igen. Man modtager med andre ord 212 kroner, hvis man har satset 100 kroner. Teoretisk er der således egentlig tale om "omvendte odds", hvor det mest sandsynlige resultat giver mindst udbytte for spillerne. 

## Odds-typer
Danske Spils væddemål på Oddset har taget navn efter begrebet Odds. Det er dog forskel på, hvordan odds beregnes hos forskellige bookmakere. Der findes eksempelvis europæiske, britiske og asiatiske betting odds.